# Takaroa (comune)
Takaroa è un comune della Polinesia francese nelle Isole Gambier, comprende 3 atolli e il comune associato di 
Takapoto.
| Atollo                       | villaggio principale | Abitanti 2007 | terre emerse (km²) | laguna (km²) | Coordinate       |
| ---------------------------- | -------------------- | ------------- | ------------------ | ------------ | ---------------- |
| Takaroa                      | Teavaroa             | 1.003         | 18                 | 90           | 14°27′S 144°59′W |
| Tikei                        | Tereporepo           | 0             | 4                  | 0            | 14°57′S 144°33′W |
| comune associato di Takapoto |                      |               |                    |              |                  |
| Takapoto                     | Fakatopatere         | 521           | 13                 | 81           | 14°37′S 145°12′W |
| Comune di Takaroa            | Teavaroa             | 1.524         | 35                 | 171          |                  |